# Belmesnil
Belmesnil és un municipi francès situat al departament del Sena Marítim i a la regió de Normandia. L'any 2007 tenia 498 habitants.

## Demografia

### Població
El 2007 la població de fet de Belmesnil era de 498 persones. Hi havia 174 famílies de les quals 32 eren unipersonals (16 homes vivint sols i 16 dones vivint soles), 51 parelles sense fills, 83 parelles amb fills i 8 famílies monoparentals amb fills.
La població ha evolucionat segons el següent gràfic:
Habitants censats

### Habitatges
El 2007 hi havia 185 habitatges, 177 eren l'habitatge principal de la família, 6 eren segones residències i 2 estaven desocupats. Tots els 184 habitatges eren cases. Dels 177 habitatges principals, 154 estaven ocupats pels seus propietaris, 22 estaven llogats i ocupats pels llogaters i 2 estaven cedits a títol gratuït; 1 tenia una cambra, 4 en tenien dues, 24 en tenien tres, 43 en tenien quatre i 105 en tenien cinc o més. 174 habitatges disposaven pel capbaix d'una plaça de pàrquing. A 73 habitatges hi havia un automòbil i a 93 n'hi havia dos o més.

### Piràmide de població
La piràmide de població per edats i sexe el 2009 era:
| Homes | Edats   | Dones |
| ----- | ------- | ----- |
| 0     | 95 o +  | 0     |
| 4     | 90 a 94 | 0     |
| 0     | 85 a 89 | 4     |
| 4     | 80 a 84 | 0     |
| 4     | 75 a 79 | 20    |
| 12    | 70 a 74 | 8     |
| 12    | 65 a 69 | 4     |
| 4     | 60 a 64 | 4     |
| 4     | 55 a 59 | 12    |
| 16    | 50 a 54 | 8     |
| 8     | 45 a 49 | 12    |
| 12    | 40 a 44 | 4     |
| 32    | 35 a 39 | 32    |
| 8     | 30 a 34 | 16    |
| 12    | 25 a 29 | 4     |
| 4     | 20 a 24 | 16    |
| 24    | 15 a 19 | 12    |
| 20    | 10 a 14 | 8     |
| 16    | 5 a 9   | 20    |
| 12    | 0 a 4   | 20    |

## Economia
El 2007 la població en edat de treballar era de 325 persones, 244 eren actives i 81 eren inactives. De les 244 persones actives 227 estaven ocupades (133 homes i 94 dones) i 17 estaven aturades (7 homes i 10 dones). De les 81 persones inactives 25 estaven jubilades, 26 estaven estudiant i 30 estaven classificades com a «altres inactius».

### Ingressos
El 2009 a Belmesnil hi havia 177 unitats fiscals que integraven 503 persones, la mediana anual d'ingressos fiscals per persona era de 16.453 €.

### Activitats econòmiques
Dels 19 establiments que hi havia el 2007, 4 eren d'empreses de construcció, 6 d'empreses de comerç i reparació d'automòbils, 1 d'una empresa de transport, 2 d'empreses d'hostatgeria i restauració, 3 d'empreses immobiliàries, 2 d'empreses de serveis i 1 d'una empresa classificada com a «altres activitats de serveis».
Dels 3 establiments de servei als particulars que hi havia el 2009, 1 era un paleta i 2 electricistes.
L'únic establiment comercial que hi havia el 2009 era una floristeria.
L'any 2000 a Belmesnil hi havia 10 explotacions agrícoles que ocupaven un total de 415 hectàrees.

## Equipaments sanitaris i escolars
El 2009 hi havia una escola elemental.

## Poblacions més properes
El següent diagrama mostra les poblacions més properes.